# Knud Kristiansen (politiker, født 1918)
Anthon Bendt Ole Knud Kristiansen (født 25. januar 1918 i Kangersuatsiaq, død 11. september 1989 i Upernavik) var en grønlandsk kateket og landsrådsmedlem.
Knud Kristiansen var søn af fangeren Thimothæus Johan Gustav Kristiansen (1889-?) og hans første kone Amalie Sofie Antonette Jensen (1894-1919). Han var fætter til landsrådmedlemmet David Kristiansen (de) (1903-1950). Han fik ti børn med sin kone Louise Geisler, heriblandt politikeren Knud Kristiansen (født 1971).
Knud Kristiansen gik på efterskole i Aasiaat, hvor han også uddannede sig til kateket, inden han flyttede til Upernavik. Her arbejdede han som kateket og overkateket fra 1935 til 1985. Fra 1948 til 1951 var medlem af kommunerådet i Upernavik Kommune, og af kommunalbestyrelsen fra 1951 til 1963. I 1963 blev han valgt ind i Landsrådet, hvor han sad indtil 1975. Fra 1975 til 1983 sad han igen i kommunalbestyrelsen. Han var også borgmester i Upernavik fra 1976 til 1979. I 1984 blev han udnævnt til æresborger i Upernavik. Fra 1983 til 1986 var han formand for de ældres konference i Inuit Circumpolar Council. Den 21. juni 1989 blev han tildelt fortjenstmedaljen Nersornaat i sølv, inden han døde et par uger senere.